# Serge Branco
Serge Branco (* 11. Oktober 1980 in Cayenne, Kamerun) ist ein ehemaliger kamerunischer Fußballspieler. Er besitzt auch die französische Staatsangehörigkeit.

## Vereinskarriere
Branco begann seine Karriere als Profifußballer 1998 bei Eintracht Braunschweig. Im Jahr 2000 wechselte er zu Eintracht Frankfurt in die Bundesliga, 2003 von dort aus zum VfB Stuttgart, wo er jedoch mehr Spiele für die zweite als für die erste Mannschaft absolvierte. Nach insgesamt 21 Bundesligaspielen und zwei Toren für Eintracht Frankfurt und den VfB Stuttgart ging er 2004 nach England zu Leeds United, wo er sich jedoch nicht durchsetzen konnte., Es folgte 2005 ein Wechsel zum Zweitligisten Queens Park Rangers, ehe der Mittelfeldspieler über Schinnik Jaroslawl 2006 bei Krylja Sowetow Samara in Russland landete. Nachdem er dort im Januar 2008 aus dem Kader gestrichen worden war, hielt sich Branco beim englischen Drittligisten FC Millwall fit. Zur Saison 2008/09 wechselte er zum Zweitligisten MSV Duisburg. Obwohl er unter Rudi Bommer Stammspieler war, wurde er in der Winterpause vom neuen Duisburger Cheftrainer Peter Neururer aussortiert und sollte sich einen neuen Verein suchen. Zur Saison 2009/10 wechselte Branco zum griechischen Erstligisten APO Levadiakos, wo er einen bis 2012 laufenden Vertrag unterschrieb. Für Levadiakos absolvierte er 18 Ligaspiele. Zur Saison 2010/2011 wechselte er nach Polen zu Wisła Krakau, mit dem er 2011 polnischer Meister wurde.

## Nationalmannschaftskarriere
Branco bestritt insgesamt zwölf Länderspiele für die kamerunische Fußballnationalmannschaft. Bei den Olympischen Spielen in Sydney gewann er im Jahr 2000 mit seinem Land die Goldmedaille.

## Managerkarriere
Nach seinem Karriereende wurde Branco im November 2016 General Manager des kamerunischen Zweitligisten Bamboutos de Mbouda.

## Erfolge
- Polnischer Meister (2011)
- Olympische Goldmedaille (2000)